# قطاع غزة
قِطَاعُ غَزَّةَ هو المِنطقة الجَنوبية من السهل الساحلي الفِلَسطيني على البحر المتوسط؛ على شكل شريط ضيّق شَمال شرق شبه جزيرة سَيناء، وهي إحدى مِنطقتين معزولتين (والأخرى هي الضفة الغربية) داخل حدود فلسطين الانتدابية لم تسيطر عليها القوات الصِهيَونية في حرب 1948، ولم تصبح من ضمن حدود دولة إسرائيل الوليدة آنذاك، وهي نحو 1,33% من مِساحة فلسطين. سُمّي بقطاع غزة نسبةً لأكبر مدنه وهي غزة. تحد إسرائيل قطاع غزة شمالًا وشرقًا، بينما تحده مصر من الجنوب الغربي. وهو يشكل جزءا من الأراضي التي تسعى السلطة الفلسطينية لإنشاء دولة ضمن حدودها عبر التفاوض منذ ما يزيد على 30 عامًا في إطار حل الدولتين.
فصلت إسرائيل قطاع غزة عن الضفة الغربية بعد احتلالها للأراضي الفلسطينية الواقعة بينهما، يخضع قطاع غزة والضفة الغربية اسميًا للسلطة الفلسطينية، ومع ذلك، فإن غزة تخضع فعليًا لحكم حركة حماس، التي تحكم المنطقة منذ الصراع الداخلي بين الفصائل الفلسطينية في عام 2007 والذي أعقب فوز حماس في انتخابات عام 2006. ومنذ ذلك الحين، تعرضت غزة لحصار بري وبحري وجوي كامل من إسرائيل مما يمنع الأشخاص والبضائع من الدخول أو الخروج من المنطقة بحرية.
يبلغ طول قطاع غزة 41 كيلومترًا، ويتراوح عرضه من 6 إلى 12 كيلومترًا، وتبلغ مساحته الإجمالية 365 كيلومترًا مربعًا. يعيش في قطاع غزة حوالي 2 مليون فلسطيني  مما يجعل الكثافة السكانية عالية بصورة ملحوظة، مماثلة لتلك الموجودة في هونغ كونغ. غالبية الفلسطينيين في غزة التي تحتوي على ثمانية مخيمات للاجئين هم من نسل اللاجئين الذين فروا أو طردوا من المنطقة التي احتلتها إسرائيل بعد الحرب العربية الإسرائيلية عام 1948. يشكل المسلمون السنة معظم سكان غزة، مع أقلية مسيحية فلسطينية. يبلغ معدل النمو السكاني السنوي في غزة 1.99% (تقديرات 2023)، مما يجعلها تحتل المرتبة 39 من حيث أعلى المعدلات في العالم.
على الرغم من أن إسرائيل سحبت قواتها العسكرية من جانب واحد وفككت مستوطناتها الإسرائيلية في غزة في عام 2005 (ولا تعتبر المنطقة خاضعة للاحتلال العسكري)، إلا أن الأمم المتحدة واللجنة الدولية للصليب الأحمر والعديد من منظمات حقوق الإنسان واصلت اعتبارها محتلة، حيث يسيطر الجيش الإسرائيلي على حدود غزة ومجالها الجوي ومنافذها البحرية. وبسبب الحصار الإسرائيلي، تعاني غزة من نقص المياه والكهرباء والأدوية. وقد حثت الأمم المتحدة بالإضافة إلى ما لا يقل عن 19 منظمة لحقوق الإنسان إسرائيل على رفع حصارها عن غزة.

## الجغرافيا والجيولوجيا والمناخ

بحر غزة

يبلغ طول قطاع غزة 41 كم، وعرضه من 6 إلى 12 كم، وتبلغ مساحته الإجمالية 365 كم مربع، وله حدود مع إسرائيل بطول 51 كم، وحدود مع مصر بطول 11 كم بالقرب من مدينة رفح.
تقع خان يونس على بعد 7 كم شمال شرق رفح، وتقع عدة بلدات حول دير البلح على طول الساحل بين خان يونس ومدينة غزة. وتقع بيت لاهيا وبيت حانون إلى الشمال والشمال الشرقي من مدينة غزة على التوالي. كانت كتلة غوش قطيف من المستوطنات الاحتلال الإسرائيلية موجودة على الكثبان الرملية المتاخمة لرفح وخان يونس، على طول الحافة الجنوبية الغربية لساحل البحر الأبيض المتوسط الذي يبلغ طوله 40 كيلومترًا (25 ميلًا). الجدير بالذكر أن شاطئ الديرة يعتبر وجهة مفضلة لراكبي الأمواج.
تهيمن على تضاريس قطاع غزة ثلاث تلال موازية للساحل، تتكون من أحجار رملية كلسية قديمة من عصر البليستوسين - الهولوسين (ترسبت بالرياح)، يشار إليها محليًا باسم "كركار"، وتتخللها حبيبات تربة أحفورية دقيقة حمراء اللون، يشار إليها باسم "الحمراء". وتفصل بين التلال الثلاثة أودية مليئة بالرواسب الغرينية. التضاريس إما مسطحة أو متدحرجة، مع وجود الكثبان الرملية بالقرب من الساحل. أعلى نقطة في قطاع غزة هي أبو عودة التي يبلغ ارتفاعها 105 مترًا فوق مستوى سطح البحر.
النهر الرئيسي في قطاع غزة هو وادي غزة، وقد أنشأت محمية وادي غزة الطبيعية حوله لحماية الأراضي الرطبة الساحلية الوحيدة في القطاع.
يتميز قطاع غزة بمناخ حار شبه جاف مع شتاء دافئ تهطل خلاله جميع الأمطار السنوية تقريبًا، وصيف جاف وحار. وعلى الرغم من الجفاف إلا أن الرطوبة مرتفعة طوال العام. يتراوح معدل هطول الأمطار السنوي من 225 ملم (9 بوصات) في المناطق الجنوبية إلى 400 ملم (16 بوصة) في الشمال، مع سقوط غالبية هذه الأمطار بين نوفمبر وفبراير. تواجه المنطقة العديد من التحديات البيئية، بما في ذلك التصحر؛ ملوحة المياه العذبة، معالجة مياه الصرف الصحي؛ الأمراض التي تنتقل بالماء؛ تجريف التربة؛ واستنزاف وتلوث موارد المياه الجوفية.

## التاريخ
كانت غزة في السابق جزءًا من الإمبراطورية العثمانية قبل أن تخضع للاحتلال البريطاني من عام 1918 إلى عام 1948. وبعد ذلك، أصبحت تحت سيطرة مصر من عام 1948 إلى عام 1967. وفي عام 1993، منحت إسرائيل حكمًا ذاتيًا محدودًا للسلطة الفلسطينية في غزة بموجب اتفاقيات أوسلو. منذ عام 2007، أصبح قطاع غزة يُحكم فعليًا كدولة الحزب الواحد من قبل حركة حماس.
ولا تزال الأمم المتحدة ومنظمات حقوق الإنسان الدولية وأغلبية الحكومات والمعلقين القانونيين تعتبر المنطقة منطقة محتلة من قبل إسرائيل على الرغم من فك الارتباط الإسرائيلي عن غزة عام 2005. تحتفظ إسرائيل بسيطرة خارجية مباشرة على غزة وسيطرة غير مباشرة على الحياة داخل غزة، إذ تسيطر إسرائيل على المجال الجوي والبحري لغزة وستة من معابر غزة البرية السبعة. وتحتفظ إسرائيل بالحق في دخول غزة متى شاءت بجيشها وتحتفظ بمنطقة عازلة محظورة داخل أراضي غزة. تعتمد غزة على إسرائيل في الحصول على المياه والكهرباء والاتصالات وغيرها من المرافق.
تم تحديد الحدود الشمالية والشرقية لقطاع غزة عند توقف القتال في حرب 1948، وهو ما أكدته اتفاقية الهدنة بين إسرائيل ومصر في 24 فبراير 1949. وأعلنت المادة الخامسة من الاتفاقية أن خط الترسيم لا ينبغي أن يعتبر حدوداً دولية. في البداية، كان قطاع غزة يُدار رسميًا من قبل حكومة عموم فلسطين، التي أنشأتها جامعة الدول العربية في سبتمبر 1948. وكان قطاع غزة بأكمله يُدار تحت السلطة العسكرية المصرية، حتى تم دمجه رسميًا إلى الجمهورية العربية المتحدة وتم حله عام 1959. ومنذ حل حكومة عموم فلسطين حتى عام 1967، كان قطاع غزة يخضع للإدارة المباشرة لحاكم عسكري مصري.

### قبل عام 1923
عثر على أقدم المستوطنات الرئيسية في المنطقة في تل السكن وتل العجول، وهما مستوطنتان من العصر البرونزي كانتا بمثابة مواقع إدارية للحكم المصري القديم. كانت مدينة غزة موجودة بالفعل تحت حكم الفلسطينيين، وفي عام 332 قبل الميلاد، استولى الإسكندر الأكبر على المدينة خلال حملته المصرية. بعد وفاة الإسكندر، أصبحت غزة ومصر تحت إدارة الأسرة البطلمية، قبل أن تنتقل إلى الأسرة السلوقية حوالي 200 قبل الميلاد.
تعرضت مدينة غزة للتدمير على يد الملك الحشموني ورئيس الكهنة اليهودي ألكسندر جانيوس في عام 96 قبل الميلاد، وأعيد تأسيسها تحت الإدارة الرومانية خلال القرن الأول الميلادي. خضعت المنطقة الجغرافية التي تشكل قطاع غزة حاليًا لعمليات نقل مختلفة بين المقاطعات الرومانية المختلفة مع مرور الوقت، بما في ذلك التحولات من يهودا إلى سوريا فلسطين وأخيراً إلى فلسطين الأولى. خلال القرن السابع الميلادي، تم نقل المنطقة ذهابًا وإيابًا بين الإمبراطورية الرومانية الشرقية (البيزنطية) والإمبراطوريات الفارسية (الساسانية) قبل إنشاء الخلافة الراشدة خلال التوسعات الإسلامية الكبرى في القرن السابع.

### الانتداب البريطاني 1923-1948
استند الانتداب البريطاني على فلسطين إلى المبادئ الواردة في المادة 22 من مشروع ميثاق عصبة الأمم وقرار سان ريمو الصادر في 25 أبريل 1920 من قبل القوى المتحالفة الرئيسية والقوى المرتبطة بها بعد الحرب العالمية الأولى. أدى الانتداب إلى إضفاء الطابع الرسمي على الحكم البريطاني في الجزء الجنوبي من سوريا العثمانية من عام 1923 إلى عام 1948.

### حكومة عموم فلسطين 1948–1959
خلال حرب فلسطين عام 1948 والحرب العربية الإسرائيلية 1948-1949، تدفقت أعداد كبيرة من اللاجئين الفلسطينيين إلى قطاع غزة. بحلول نهاية الحرب، كان 25% من السكان العرب في فلسطين الانتدابية يقيمون في قطاع غزة، على الرغم من أنه كان يشكل 1% فقط من مساحة الأرض. وفي نفس العام تم إنشاء الأونروا لإدارة البرامج المختلفة للاجئين.
في 22 سبتمبر 1948، مع اقتراب الحرب العربية الإسرائيلية عام 1948 من نهايتها، أُعلنت حكومة عموم فلسطين في مدينة غزة التي كانت تحت السيطرة المصرية من قبل جامعة الدول العربية. وقد تم تصوره جزئيًا على أنه محاولة من جامعة الدول العربية للحد من نفوذ إمارة شرق الأردن في فلسطين. وسرعان ما تم الاعتراف بحكومة عموم فلسطين من قبل ستة من الأعضاء السبعة في جامعة الدول العربية: مصر وسوريا ولبنان والعراق والمملكة العربية السعودية واليمن، ولكن لم يتم الاعتراف بها من قبل إمارة شرق الأردن. ولم تعترف بها أي دولة خارج الجامعة العربية.
بعد توقف الأعمال العسكرية، حددت اتفاقية الهدنة بين إسرائيل ومصر في 24 فبراير 1949 خط ترسيم الحدود بين القوات المصرية والإسرائيلية، وعيّنت ما أصبح الحدود الحالية بين قطاع غزة وإسرائيل. وأعلن الجانبان أن هذه الحدود لا ينبغي اعتبارها حدودًا دولية. ظلت الحدود الدولية على طول الحدود الجنوبية مع مصر هي نفسها التي أنشأت في البداية عام 1906 بين الإمبراطورية العثمانية والإمبراطورية البريطانية.

### الاحتلال الإسرائيلي 1956-1957
خلال أزمة السويس عام 1956، غزت إسرائيل قطاع غزة (مع شبه جزيرة سيناء). قاومت خان يونس الاستيلاء عليها وردت إسرائيل بحملة قصف مكثفة أوقعت خسائر فادحة في صفوف المدنيين. في 3 نوفمبر، سقطت المدينة وشرع الجيش الإسرائيلي بمذبحة أودت بحياة مئات الفلسطينيين معظمهم من المدنيين. وفي إحدى الحوادث المروعة، اصطف الرجال أمام الجدران في الساحة المركزية وتم إعدامهم بالرشاشات. وفي 12 نوفمبر، أي بعد أيام من انتهاء الأعمال العدائية، قتلت إسرائيل 111 شخصاً في مخيم رفح للاجئين، مما أثار انتقادات دولية.

### الإدارة المصرية 1959-1967
بعد حل حكومة عموم فلسطين في عام 1959 بحجة القومية العربية، واصلت مصر إدارة قطاع غزة حتى عام 1967. ولم تضم مصر قطاع غزة قط، ولكنها بدلاً من ذلك تعاملت معه باعتباره منطقة خاضعة للسيطرة وأدارته من خلال حاكم عسكري. أدى تدفق أكثر من 200,000 لاجئ من فلسطين الانتدابية السابقة، أي ما يقرب من ربع أولئك الذين فروا أو طردوا من منازلهم أثناء الحرب العربية الإسرائيلية عام 1948 وما بعدها إلى انخفاض كبير في عدد اللاجئين الفلسطينيين ومستوى المعيشة. وبسبب القيود التي فرضتها الحكومة المصرية على الحركة من وإلى قطاع غزة، لم يتمكن سكان القطاع من البحث في أماكن أخرى عن عمل مربح.

### الاحتلال الإسرائيلي عام 1967

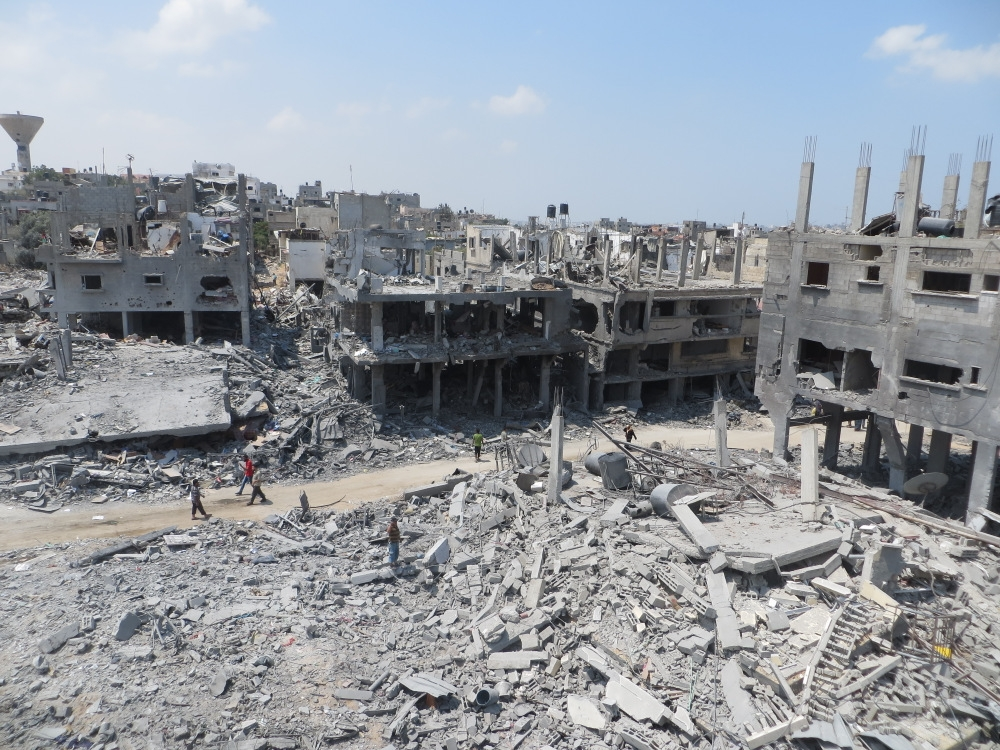
منطقة بيت حانون بغزة في أغسطس 2014، بعد القصف الإسرائيلي.

في يونيو 1967، خلال حرب الأيام الستة، سيطر الجيش الإسرائيلي على قطاع غزة. وفقًا لتوم سيغيف، كانت فكرة نقل السكان الفلسطينيين من المنطقة عنصرًا ثابتًا في الفكر الصهيوني يعود تاريخه إلى عصور سابقة. في ديسمبر 1967، خلال اجتماع ناقش فيه مجلس الوزراء الأمني ما يجب فعله مع السكان العرب في الأراضي المحتلة حديثًا، اقترح رئيس الوزراء ليفي أشكول أن إحدى الطرق لتشجيع الناس على مغادرة غزة قد تكون تقييد وصولهم إلى إمدادات المياه. وقال: "ربما إذا لم نمنحهم ما يكفي من الماء، فلن يكون لديهم خيار آخر". وفي أعقاب هذه المناقشة، تم تنفيذ سلسلة من التدابير بما في ذلك الحوافز المالية لتشجيع سكان غزة على التفكير في الهجرة إلى مناطق أخرى.
وفي أعقاب هذا الانتصار العسكري، أنشأت إسرائيل أول كتلة استيطانية إسرائيلية في قطاع غزة وهي غوش قطيف في الزاوية الجنوبية الغربية بالقرب من رفح والحدود المصرية، كان هذا الموقع في السابق موطنًا لكيبوتز صغير كان موجودًا لمدة 18 شهرًا بين عامي 1946 و1948. في المجمل، بين عامي 1967 و2005، أنشأت إسرائيل 21 مستوطنة في غزة، تشكل 20% من إجمالي الأراضي.

### معاهدة السلام بين مصر وإسرائيل عام 1979

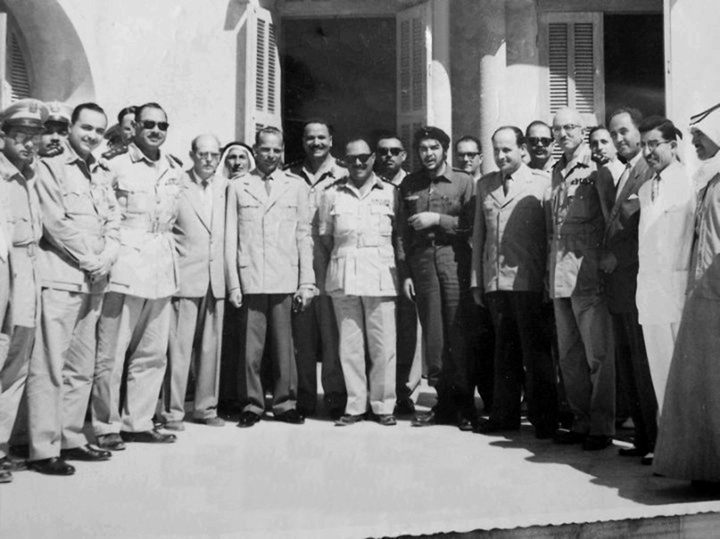
تشي جيفارا يزور غزة عام 1959

في 26 مارس 1979، وقعت إسرائيل ومصر على معاهدة السلام المصرية الإسرائيلية. نصت المعاهدة في أحد بنودها على سحب إسرائيل لقواتها المسلحة والمدنيين من شبه جزيرة سيناء، التي استولت عليها إسرائيل خلال حرب الأيام الستة. ووافق المصريون على إبقاء شبه جزيرة سيناء منزوعة السلاح. ولم يتم تناول الوضع النهائي لقطاع غزة والعلاقات الأخرى بين إسرائيل والفلسطينيين في المعاهدة. تخلت مصر عن جميع المطالبات الإقليمية في الأراضي الواقعة شمال الحدود الدولية. وظل قطاع غزة تحت الإدارة العسكرية الإسرائيلية. وأصبح الجيش الإسرائيلي مسؤولاً عن صيانة المرافق والخدمات المدنية.
بعد معاهدة السلام المصرية الإسرائيلية عام 1979، تم إنشاء منطقة عازلة بعرض 100 متر بين غزة ومصر تُعرف باسم محور صلاح الدين. يبلغ طول الحدود الدولية على طول ممر فيلادلفيا بين مصر وقطاع غزة 7 ميل.

### الانتفاضة الفلسطينية الأولى 1987
في عام 1987، انخرط سكان مدينة غزة بوقت مبكر في الانتفاضة الفلسطينية الأولى. وكانت القيادة الوطنية الموحدة للانتفاضة، تقوم بتوزيع النشرات الأسبوعية في شوارع غزة مع جدول زمني للإضراب المتصاحب مع الاحتجاجات اليومية ضد الدوريات الإسرائيلية في المدينة. وفي المظاهرات، تم إحراق الإطارات في الشوارع، كما ألقى الحشود الحجارة والزجاجات الحارقة على جنود الاحتلال. ورد الجيش الإسرائيلي بالغاز المسيل للدموع والرصاص المطاطي. وأغلقت المدارس في مدينة غزة قسرا، وفتحت تدريجيا لبضع ساعات. ونفذت الاعتقالات خارج البيوت، وفرض حظر التجول ومنع السفر، ما اعتبره الفلسطينيون بأنه عقاب جماعي. ردا على إغلاق المدارس، وتنظيم دورات تعليم سكان المنزل لمساعدة الطلاب على استدراك المادة الفائتة، وهذا أصبح واحدا من الرموز القليلة من العصيان المدني.

### السلطة الفلسطينية
وفي سبتمبر 1992، قال رئيس الوزراء الإسرائيلي إسحاق رابين لوفد من معهد واشنطن لسياسة الشرق الأدنى: "أود أن تغرق غزة في البحر، لكن هذا لن يحدث، ويجب إيجاد حل".
في مايو 1994، في أعقاب الاتفاقيات الفلسطينية الإسرائيلية المعروفة باسم اتفاقيات أوسلو، بدأ النقل التدريجي للسلطة الحكومية إلى الفلسطينيين. وخضع جزء كبير من القطاع للسيطرة الفلسطينية، باستثناء الكتل الاستيطانية والمناطق العسكرية. انسحبت القوات الإسرائيلية من مدينة غزة وغيرها من المناطق الحضرية، تاركة للسلطة الفلسطينية الجديدة مهمة إدارة تلك المناطق ومراقبتها. واختارت السلطة الفلسطينية بقيادة ياسر عرفات مدينة غزة لتكون أول مقر إقليمي لها. وفي سبتمبر 1995، وقعت إسرائيل ومنظمة التحرير الفلسطينية اتفاقية سلام ثانية، تم بموجبها توسيع السلطة الفلسطينية لتشمل معظم مدن الضفة الغربية.
بين عامي 1994 و1996، قامت إسرائيل ببناء الجدار الإسرائيلي في قطاع غزة لتحسين الأمن في إسرائيل. ومع ذلك هدم الجدار إلى حد كبير على يد الفلسطينيين في بداية الانتفاضة الثانية في سبتمبر 2000.

### الانتفاضة الفلسطينية الثانية 2000

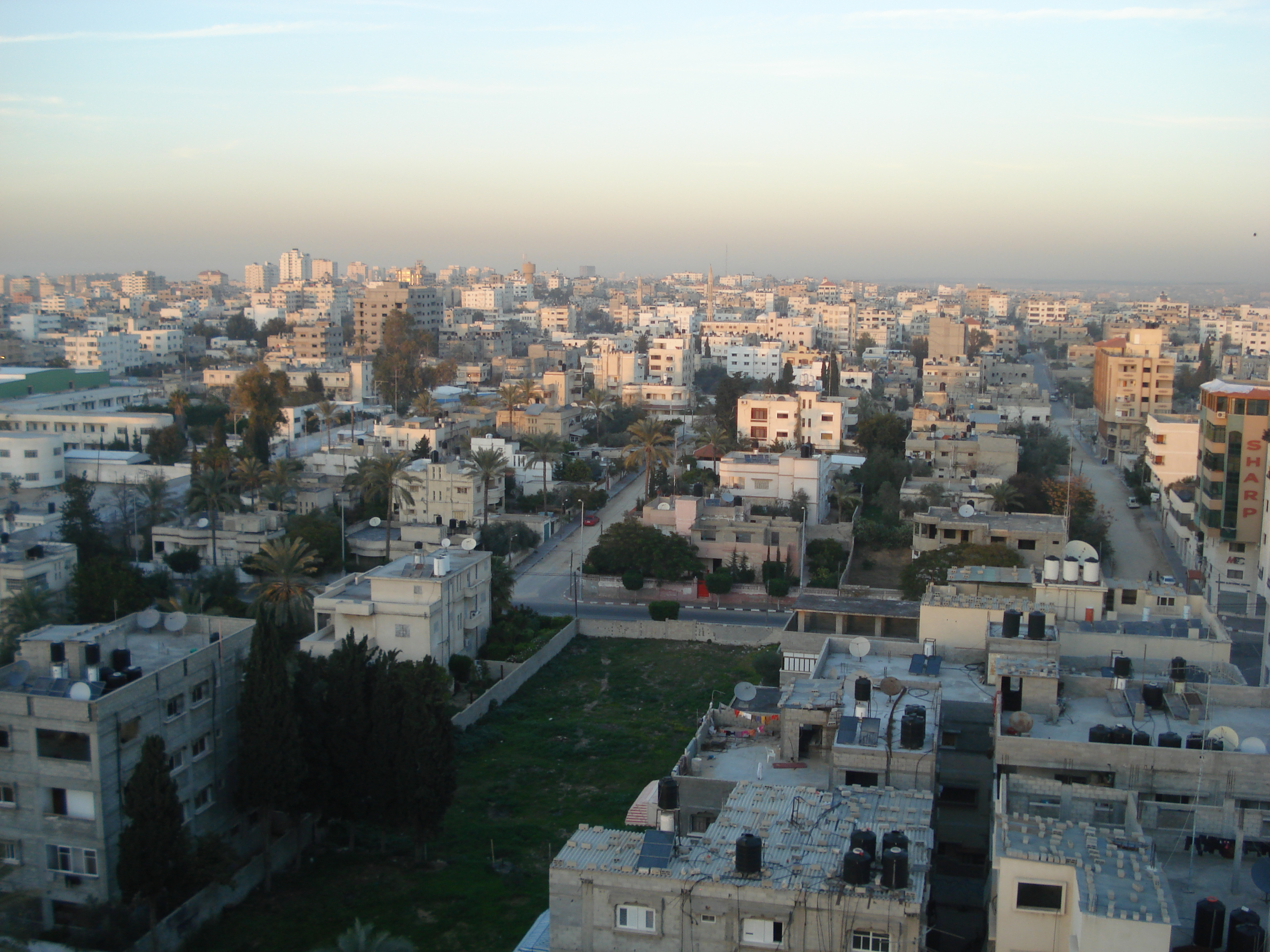
نظرة عامة على مدينة غزة

اندلعت الانتفاضة الثانية في سبتمبر 2000 تخللها موجات من الاحتجاجات والاضطرابات المدنية والتفجيرات ضد العسكريين والمدنيين الإسرائيليين، والتي نفذتها فصائل المقاومة. كما شكلت الانتفاضة الثانية بداية الهجمات الصاروخية والقصف على البلدات الحدودية الإسرائيلية من قبل المسلحين الفلسطينيين من قطاع غزة، وخاصة من قبل حركتي حماس والجهاد الإسلامي.

### الانسحاب الإسرائيلي من قطاع غزة 2005
انسحبت إسرائيل بالكامل من أراضي قطاع غزة في 15 أغسطس 2005 بأوامر من رئيس الوزراء الإسرائيلي وقتها أريئيل شارون وأبقت على حصارها برًا وبحرًا وجوًا. حيث صوّتت الحكومة الإسرائيلية على تطبيق خطة رئيس الوزراء الإسرائيلي أريئيل شارون للانسحاب الأحادي الجانب من قطاع غزة وإزالة 21 مستوطنة إسرائيلية من القطاع (بالإضافة إلى 4 بالضفة الغربية) وإخراج المستوطنين والقواعد العسكرية من القطاع. تم الانتهاء من العملية في 12 سبتمبر 2005 بإعلانها إنهاء الحكم العسكري في القطاع.
بموجب اتفاقيات أوسلو، مُنحت إسرائيل السيطرة الكاملة على المجال الجوي لغزة، في حين تم الاتفاق أيضًا على أنه يمكن للفلسطينيين بناء مطار في المنطقة. تنص خطة فك الارتباط على أن: "ستحتفظ إسرائيل وحدها بالسيطرة على المجال الجوي لغزة وستواصل القيام بعمليات عسكرية في المياه قبالة قطاع غزة". ونتيجة لذلك، تحتفظ إسرائيل بسلطة غير مشتركة على المجال الجوي والمياه الإقليمية لغزة، وهو الوضع الذي احتفظت به منذ احتلال قطاع غزة عام 1967. وقد أبلغت هيومن رايتس ووتش مجلس حقوق الإنسان التابع للأمم المتحدة بأنها (وآخرين) اعتبار إسرائيل القوة المحتلة لقطاع غزة لأن إسرائيل تسيطر على المجال الجوي لقطاع غزة والمياه الإقليمية وتتحكم في حركة الأشخاص أو البضائع داخل غزة أو خارجها عن طريق الجو أو البحر. وبالمثل اعتبر الاتحاد الأوروبي غزة منطقة محتلة.

### الانقسام الفلسطيني

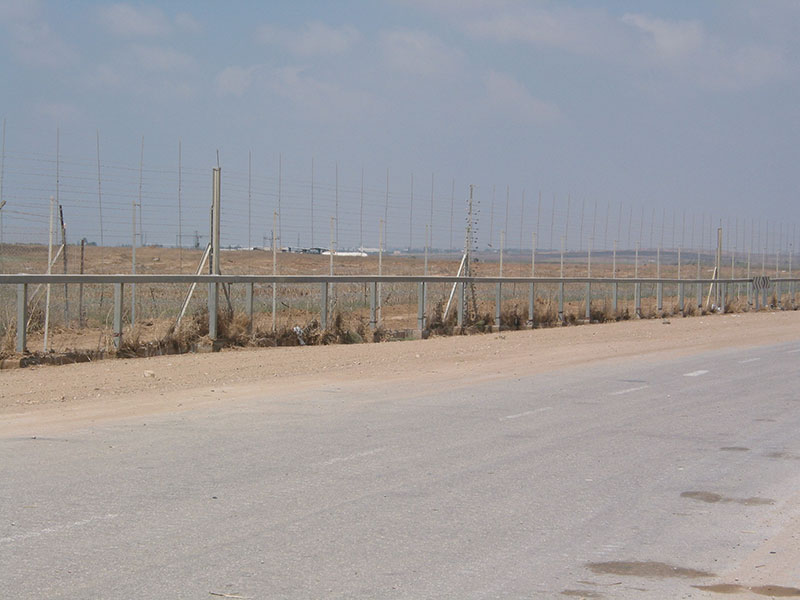
الجدار الفاصل بين إسرائيل وقطاع غزة بالقرب من معبر المنطار.

في الانتخابات البرلمانية الفلسطينية التي أجريت في 25 يناير 2006، فازت حماس بأغلبية قدرها 42.9% من إجمالي الأصوات و74 مقعدًا من أصل 132 (56%).وعندما تولت حماس السلطة في الشهر التالي، طالبت إسرائيل والولايات المتحدة والاتحاد الأوروبي وروسيا والأمم المتحدة حماس بقبول كافة الاتفاقيات السابقة والاعتراف بحق إسرائيل في الوجود ونبذ العنف. وعندما رفضت حماس، قطعت المساعدات المباشرة عن السلطة الفلسطينية، رغم إعادة توجيه بعض أموال المساعدات إلى منظمات إنسانية غير تابعة للحكومة. أدى الاضطراب السياسي والركود الاقتصادي الناتج عن ذلك إلى هجرة الكثير من الفلسطينيين من قطاع غزة.
وفي يناير 2007، اندلع القتال بين حماس وفتح. ووقعت الاشتباكات الأكثر دموية في شمال قطاع غزة، حيث توفي اللواء محمد غريب، أحد كبار قادة قوات الأمن الوقائي التي تهيمن عليها فتح، عندما أصاب صاروخ منزله.
بعد فوز حماس في الانتخابات التشريعية الفلسطينية عام 2006، شكلت حماس وفتح حكومة الوحدة الوطنية للسلطة الفلسطينية برئاسة إسماعيل هنية. وبعد فترة وجيزة، سيطرت حماس على قطاع غزة أثناء معركة غزة، واستولت على المؤسسات الحكومية واستبدلت فتح ومسؤولين حكوميين آخرين بمسؤولين تابعين لها. وبحلول 14 يونيو سيطرت حماس بالكامل على قطاع غزة. ورد الرئيس الفلسطيني محمود عباس بإعلان حالة الطوارئ وحل حكومة الوحدة وتشكيل حكومة جديدة دون مشاركة حماس. اعتقلت قوات الأمن التابعة للسلطة الوطنية الفلسطينية في الضفة الغربية عددا من أعضاء حركة حماس.

### الحرب على قطاع غزة 2008-2009

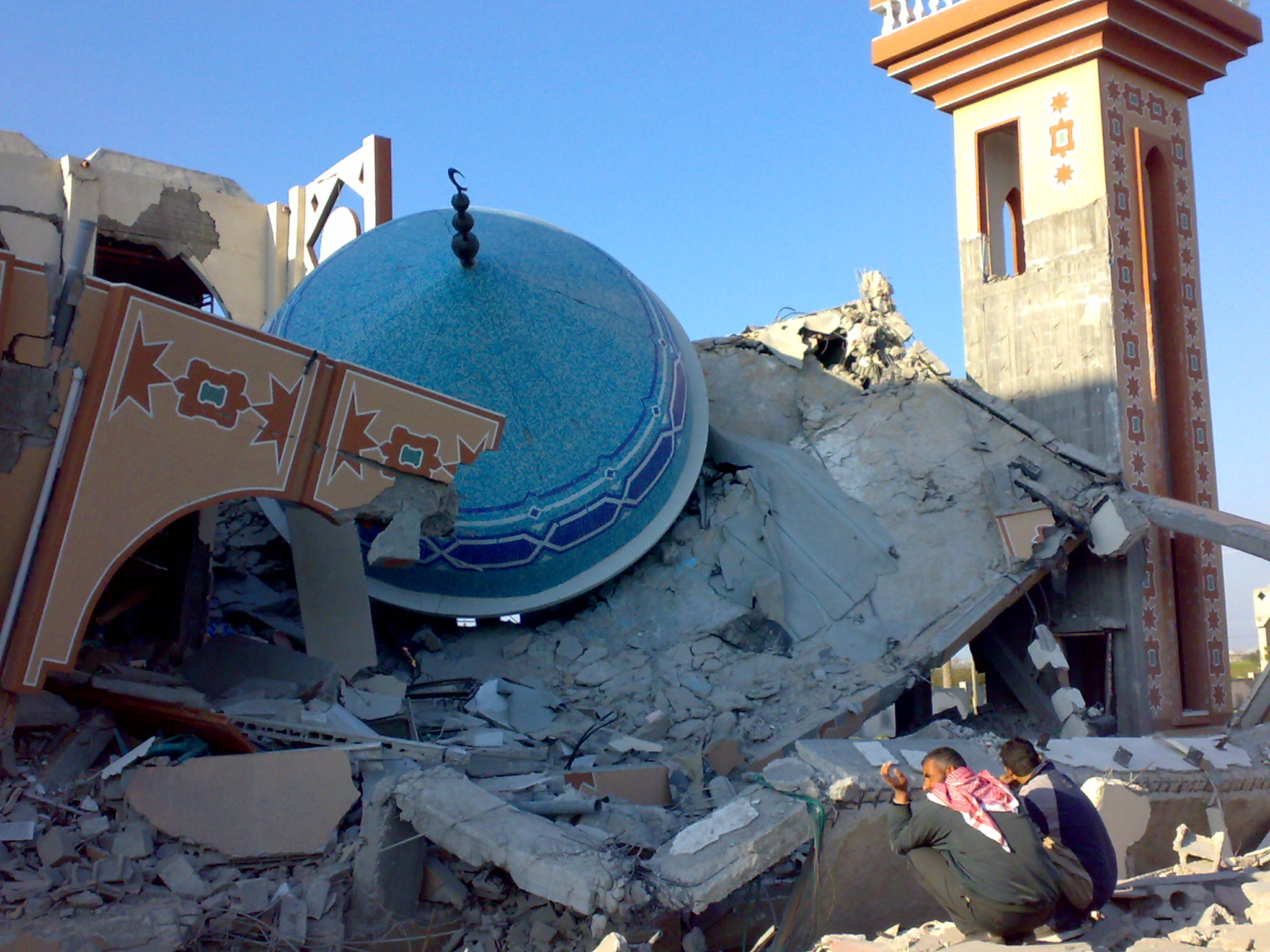
مسجد مدمر في غزة جراء القصف خلال حرب غزة في 2008

في 27 ديسمبر 2008، شنت مقاتلات إسرائيلية من طراز إف-16 سلسلة من الغارات الجوية على أهداف في غزة بعد انهيار الهدنة المؤقتة بين إسرائيل وحماس. وأعقب ذلك غزو بري إسرائيلي لقطاع غزة في 3 يناير 2009. وخلال هذه العملية، تم قصف مواقع مختلفة زعمت إسرائيل أنها تستخدم كمستودعات للأسلحة من الجو. وشملت هذه المواقع مراكز الشرطة والمدارس والمستشفيات ومستودعات الأمم المتحدة والمساجد ومختلف المباني الحكومية التابعة لحماس وغيرها من المباني.
ذكرت إسرائيل أن الهجوم جاء ردًا على الهجمات الصاروخية المتكررة التي شنتها حماس على جنوب إسرائيل، والتي بلغ مجموعها أكثر من 3000 صاروخ في عام 2008 وازدادت في الأسابيع التي سبقت العملية. نصحت إسرائيل الأشخاص الذين يعيشون بالقرب من أهداف عسكرية بالمغادرة قبل الهجمات. وقالت مصادر دفاعية إسرائيلية إن وزير الدفاع إيهود باراك أصدر تعليماته للجيش الإسرائيلي بالاستعداد للعملية قبل ستة أشهر من بدايتها، باستخدام تخطيط طويل الأمد وجمع معلومات استخباراتية.
قُتل ما مجموعة 1100-1400 فلسطيني (295-926 مدنيًا) و13 إسرائيليًا في هذه الحرب التي استمرت 22 يومًا.
أدى النزاع إلى إتلاف أو تدمير عشرات الآلاف من المنازل، و15 مستشفى من أصل 27 مستشفى في غزة و43 من مرافق الرعاية الصحية الأولية البالغ عددها 110 مرافق، و800 بئر مياه، 186 بيت زجاجي مستخدم للزراعة، وما يقرب من جميع المزارع العائلية البالغ عددها 10,000 مزرعة؛ مما أدى إلى تشريد 50,000 شخص، وحرمان 400000-500000 من الوصول إلى المياه الجارية، وانقطاع التيار الكهربائي عن مليون شخص، مما أدى إلى نقص حاد في الغذاء. ولا يزال سكان غزة يعانون من آثار هذه الخسائر، خاصة وأنهم يواجهون تحديات كبيرة لإعادة بنائها.

### الحرب على قطاع غزة 2014
هو نزاع عسكري بين إسرائيل وحركات المقاومة الفلسطينية وقد بدأ في 8 يوليو 2014، وقد أطلقت إسرائيل اسم معركة الجرف الصامد على هذه الحرب وردت كتائب القسام باسم العصف المأكول، ارتكب الجيش الإسرائيلي العديد من المجازر ضد المدنيين الأبرياء منها مجزرة الشجاعية، كما شهدت هذه الحرب تطورا نوعيا للمقاومة الفلسطينية حيث دوت صفارات الإنذار في تل أبيب وغيرها من المدن الإسرائيلية. انتهت الحرب بانتصار فصائل المقاومة بعد إعلان التهدئة وانسحاب الجيش الإسرائيلي.

### مسيرات العودة 2018–2019
في الفترة 2018-2019، نُظمت سلسلة من الاحتجاجات، المعروفة أيضًا باسم مسيرة العودة الكبرى، كل يوم جمعة في قطاع غزة بالقرب من الجدار العازل بين إسرائيل وغزة في الفترة من 30 مارس 2018 حتى 27 ديسمبر 2019، وأسفرت عن مقتل 223 فلسطينيًا على أيدي القوات الإسرائيلية. طالب المتظاهرون بضرورة السماح للاجئين الفلسطينيين بالعودة إلى الأراضي التي هُجروا منها والتي أصبحت الآن داخل حدود إسرائيل. واحتجوا على الحصار البري والجوي والبحري الذي تفرضه إسرائيل على قطاع غزة وتعزيز إعتراف الولايات المتحدة بالقدس عاصمة لإسرائيل.

### الاشتباكات الإسرائيلية الفلسطينية 2021
قبل الأزمة الإسرائيلية الفلسطينية عام 2021، كان قطاع غزة يعاني من معدل بطالة بلغ 48%، وكان ما يقرب من نصف سكانه يعيشون في فقر. خلال الأزمة توفي 66 طفلاً (بعد مقتل 551 طفلاً في النزاع السابق). في 13 يونيو/حزيران 2021، زار وفد رفيع المستوى من البنك الدولي غزة لتقييم الأضرار الجسيمة الناجمة. وجرت جهود تعاونية مع شركاء الأمم المتحدة والاتحاد الأوروبي لاستكمال تقييم شامل للاحتياجات يهدف إلى دعم إعادة إعمار غزة وإنعاشها.

بعد ذلك، حدث تصعيد آخر للعنف في الفترة من 5 إلى 8 أغسطس 2022، مما أدى إلى أضرار في الممتلكات وتهجير السكان بسبب الغارات الجوية.

مظاهرت في فلسطين بسبب أحداث القدس

 هي موجة احتجاجات شهدتها الضفة الغربية وقطاع غزة وإسرائيل منذ بداية مايو 2021 حتى الآن. شهدت مناطق عديدة في القدس الشرقية، صدامات شديدة، بين مُتظاهرين فلسطينيين من جهة، ومستوطنين يهود وقوات الشرطة الإسرائيلية، على خلفية قرارات قضائية إسرائيلية، بإخلاء بيوت من حي الشيخ جراح، من سكانها الفلسطينيين، لصالح جمعيات استيطانية إسرائيلية. وفيما يُدافع الأهالي عن ملكياتهم للعقارات التي ولدوا وترعرعوا فيها في حي الشيخ جراح، ويدعي مستوطنون يهود أنهم اشتروا تلك العقارات من جمعيات يهودية، كانت قد اشترت بدورها أراضي تلك العقارات منذ قرابة قرن، بحسب ما نشرته وسائل الإعلام الإسرائيلية. تزامنت الأحداث أيضًا مع تنفيذ القوات الإسرائيلية ضربات جوية على قطاع غزة الذي انطلقت منه صواريخ نحو إسرائيل.

### الحرب الإسرائيلية الفلسطينية 2023
في 7 أكتوبر 2023، شنت حماس هجومًا كبيرًا على إسرائيل من قطاع غزة، مما أسفر عن مقتل ما لا يقل عن 1300 شخص واحتجاز ما لا يقل عن 199 رهينة. في 9 أكتوبر 2023، أعلنت إسرائيل الحرب على حماس وفرضت حصارًا كاملاً على قطاع غزة. أعلن وزير الدفاع الإسرائيلي يوآف غالانت عن الحصار، حيث أعلن: "لن تكون هناك كهرباء ولا طعام ولا وقود، كل شيء مغلق. نحن نقاتل حيوانات بشرية ونتصرف وفقًا لذلك".

## الوضع السياسي

### 2006
في 25 يونيو 2006 دخلت خلية من كتائب عز الدين القسام إلى إسرائيل عبر نفق وهاجمت قوة للمدرعات الإسرائيلية كانت تراقب الحدود، مما أدى إلى مقتل جنديين وإصابة آخرين. قبضت المجموعة الفلسطينية على أحد الجنود يدعى جلعاد شاليط، ونقلته إلى قطاع غزة حيث حبسته مطالبة بإطلاق سراح بعض الأسرى الفلسطينيين في السجون الإسرائيلية مقابل تحريره. رداً على الهجوم دخل القطاع قوات كبيرة للجيش الإسرائيلي وقام سلاح الجو الإسرائيلي بقصف مواقع عديدة في أنحاء القطاع.

### التوتر والنزاع الداخلي
في 26 نوفمبر 2006 وصل الرئيس الفلسطيني محمود عباس ورئيس الوزراء الإسرائيلي إيهود أولمرت إلى تفاهم ينص على وقف إطلاق النار وانسحاب الجيش الإسرائيلي من القطاع دون أن يتم تحرير جلعاد شاليط. في الأشهر التالية توتر النزاع الداخلي بين أنصار حماس وأنصار فتح في القطاع، وتفاقمت الاشتباكات المسلحة بين الجانبين، لتنتهي بهزيمة الأجهزة الأمنية التابعة لحركة فتح وفرار كبار قادتها، وسيطرة حركة حماس على قطاع غزة.
ردا على ذلك أعلن الرئيس الفلسطيني محمود عباس حل الحكومة الفلسطينية برئاسة إسماعيل هنية من حركة حماس وتعيين حكومة طارئة برئاسة سلام فياض.
حماس رفضت القرار وأصرت على شرعية حكومة إسماعيل هنية، والتي بقيت تحكم حتى تشكيل حكومة الوفاق الوطني الفلسطيني

### اندلاع موجة الاحتجاجات العربية وإنهاء الانقسام
مع اندلاع الثورات العربية مطلع عام 2011 وفشل خيار المفاوضات مع إسرائيل، ارتفعت مجددا أصوات الشبان الفلسطينيون ليطالبوا بإنهاء الانقسام والعودة للوحدة الوطنية. فنظموا حملة من المظاهرات والمسيرات انطلقت في 15 آذار/مارس عام 2011 في كل من الضفة الغربية وقطاع غزة لإنهاء الانقسام الفلسطيني بين حركتي فتح وحماس.
وفي يوم الأربعاء 4/5/2011 م وقعت الفصائل الفلسطينية في القاهرة على الورقة المصرية (وثيقة الوفاق الوطني للمصالحة وإنهاء الانقسام الفلسطيني) وأقيم احتفال موسع بحضور الرئيس الفلسطيني محمود عباس والأمين العام لجامعة الدول العربية عمرو موسى ووزير خارجية مصر نبيل العربي ورئيس المكتب السياسي لحركة المقاومة الإسلامية (حماس) خالد مشعل.

### المصالحة
أُعلن في 23 أبريل 2014 في غزّة أن اجتماعات بين حركة فتح وحركة حماس خلال يومين أفضت إلى اتفاق على المصالحة بين الطرفين والالتزام باتفاق القاهرة وإعلان الدوحة، والعمل على إنشاء حكومة توافق وطني تعلن خلال 5 اسابيع، وإجراء انتخابات بعد 6 أشهر على الأقل من تشكيل الحكومة رئاسية وتشريعية وللمجلس الوطني الفلسطيني.

### محرقة غزة
هي عملية إسرائيلية جرت في قطاع غزة على مدار خمسة أيام في شهر فبراير 2008 بدعوى القضاء على عناصر حركة حماس المطلقة للصواريخ على الأراضي الإسرائيلية. وقد جاءت هذه التسمية بعد أن وصف وزير الدفاع الإسرائيلي إيهود باراك ما تفعله القوات الإسرائيلية في غزة بهولوكوست أو إبادة عرقية أو محرقة للفلسطينيين في قطاع غزة إثر مقتل جنديين إسرائيليين على يد عناصر من حركة حماس أثناء مقاوماتها للقوات الإسرائيلية؛ فتبنى التسمية عدد كبير من الكتاب والمفكرين والشخصيات السياسية والدينية العرب والمسلمين، حيث يرونها اسم مناسب للعملية، حيث راح ضحيتها 1160 شخص من ضمنهم 260 طفلًا، فضلًا عن غيرهم من المدنيين ما بين قتيل وجريح. وفي نفس اليوم الذي أعلنت فيه انتهاء العمليات العسكرية في غزة؛ أعلنت مصادر إسرائيلية أنها كانت مرحلة أولى، وأنه قد تكون هناك عمليات أخرى في القريب.

### معركة حجارة السجيل
في 2012 اغتالت إسرائيل أحمد الجعبري القيادي في حركة حماس فردت الفصائل الفلسطينية بقصف جنوب فلسطين المحتل ومنطقة غوش دان وشهدت لأول مرة قصف المقاومة لتل أبيب والقدس بصواريخ محلية الصنع (M75) أدت هذه الحرب لمقتل قرابة 160 فلسطينيا وقتل 6 إسرائيليين وإسقاط طائرة إستطلاع وخسائر مادية جسيمة لإسرائيل.

## حصار غزة
يخضع قطاع غزة لحصار خانق فرضته إسرائيل منذ سيطرة حركة حماس على قطاع غزة في صيف 2007، ويشتمل على منع أو تقنين دخول المحروقات ومواد البناء والكثير من السلع الأساسية، ومنع الصيد في عمق البحر.
وقد نتج عن الحصار الطويل والخانق تعطل جميع المصانع وزيادة نسبة البطالة لتتجاوز ال 80% لتصبح أعلى نسبة بطالة في العالم، إضافة لنقص حاد في الأدوية والمواد الطبية كافة، ووفاة نحو 400 مريض خلال 9 أشهر فقط لعدم تمكنهم من السفر للعلاج في الدول الأخرى أو لنقص المعدات والادوية اللازمة لعلاجهم، كما أن حركة البناء تعطلت تماما، مما زاد ازمة أصحاب البيوت التي دمرت في الحرب على غزة والتي يزيد عددها على 4100 بيتا وشقة سكنية.

### حركة الغزيين وحركة البضائع
ذكر المرصد الاورمتوسطي في تقرير له أن السلطات الإسرائيلية تحرم سكان قطاع غزة من زيارة ذويهم خارج القطاع،
حيث يمتلك نحو 35 % منهم أقارب في إسرائيل والقدس الشرقية والضفة الغربية.
وبالرغم من الوعود الإسرائيلية عام 2010 للحد من القيود والسماح للأفراد بالحركة بحرية أكبر، إلا ان السلطات الإسرائيلية لم تنفذ تلك الوعود. وعلى العكس من ذلك، عملت خلال تلك الفترة على تضيق الخناق وتقليل عدد التصاريح التي تصدرها للحالات الإنسانية وللعاملين في مجال الإغاثة والمؤسسات الدولية، إضافة إلى رفض معظم تصاريح الخروج للمرضى أو تأجيلها لفترات طويلة دون أيضاح السبب.
وحول موضوع الصادرات من غزة، وافقت السلطات الإسرائيلية بموجب اتفاقية التنقل والوصول التي وقعتها مع السلطة الفلسطينية في شهر سبتمبر /أيلول من عام 2005، على السماح ل 400 شاحنة بمغادرة غزة يوميا. وبالرغم من تلك الإتفاقية، إلا أن عدد الشاحنات التي يسمح لها بالمغادرة قليل جدا، إضافة إلى منع السلطات الإسرائيلية تصدير المنتجات الغزية إلى الضفة الغربية حيث يتم تصديرها إلى دول أخرى، حيث يسمح فقط بتصدير كميات قليلة من الفواكه والخضراوات والأثاث. يذكر أنه في عام 2014، سمحت السلطات الإسرائيلية لثلاث شاحنات فقط بالخروج من قطاع غزة اسبوعيا مقابل 240 شاحنة كان مسموحا لها بالمغادرة قبل فرض الحصار عام 2006. وتقدر عدد الشاحنات التي سمح لها بالخروج من قطاع غزة خلال 2014 بنصف المعدل الاسبوعي للشاحنات التي سمح لها بمغادرة قطاع غزة قبل الحصار، وفيما يتعلق بالقطاع الزراعي في القطاع انخفض في سنة 2014 إلى حوالي 2.7% مما كان عليه الوضع قبل الحصار.

### معبر رفح
يقع معبر رفح على الحدود المصرية مع قطاع غزة، وهو المعبر البري الوحيد الذي يسمح للفلسطينيين بالخروج من القطاع إلى مصر ومنها إلى جميع دول العالم. قبل الانسحاب الإسرائيلي الكامل من القطاع كان المعبر تحت الإدارة الإسرائيلية بالكامل، وبعد الانسحاب الإسرائيلي تسلمته السلطة الوطنية الفلسطينية واشترطت إسرائيل وجود مراقبين أوروبيين، وبعد الصراع على السلطة بين فتح وحماس الذي انتهى بحسم حركة حماس الموقف لصالحها تسلمته القوات الأمنية التابعة لحماس، وظهرت مشكلات بين حماس ومصر لرفض الحكومة المصرية سيطرة حماس على غزة، وتم إغلاق المعبر بشكل جزئي ليفتح يومين فقط في الأسبوع. بعد الهجمات الإسرائيلية على إحدى سفن كسر الحصار التي كانت تقوم بها مؤسسات أوروبية خاصة وقتل 9 أتراك من قبل جيش الاحتلال الإسرائيلي أمر الرئيس المصري -عام 2010- حسني مبارك بفتح المعبر بشكل دائم.
بعد الثورة المصرية وسقوط نظام مبارك تم فتح المعبر بشكل كامل عام 2011 دون أية قيود، وسارت حركة المسافرين بشكل سلس، وألغي نظام الترحيل التعسفي للمسافرين الفلسطينيين، ما أثار حفيظة الحكومة الإسرائيلية فبعثت مدير المخابرات الإسرائيلية عاموس جلعاد ليلتقي مدير المخابرات المصرية وبعد لقائهما تم إغلاق المعبر لمدة أربعة أيام ووضع أعمدة خشبية عملاقة ونشر عشرات الجنود المصريين لمنع المسافرين من اقتحام بوابة المعبر بحجة أعمال الصيانة، وبعدها فتح المعبر ولكن بشكل جزئي حيث لا يسمح الجانب المصري بمرور أكثر من 250 شخص يوميا بالإضافة إلى قائمة كبيرة من الممنوعين من سكان القطاع من دخول الأراضي المصرية أو المرور عبرها.

### الأنفاق
وقد ابتكر أهل غزة طريقة حفر إنفاق تحت الأرض تمتد من مدينة رفح جنوب القطاع لتقطع الحدود المصرية وتخرج في مدينة رفح المصرية المجاورة، ويتم من خلالها جلب البضائع والأغذية والوقود، إضافة لبعض مواد البناء ولكن بأسعار خيالية مرتفعة.

### أزمة الكهرباء
بسبب الحصار المضروب على قطاع غزة بسبب عدم سماح إسرائيل بدخول كميات كافية من الوقود، نشأت أزمة جدية متمثلة بانقطاع التيار الكهربائي، ووصلت الأزمة إلى ذروات متفاوتة إنقطعت فيها الكهرباء لفترات وصلت إلى 16 ساعة يوميا أو أكثر، وحتى التوقف التام لمحطة الكهرباء الوحيدة لفترات في 2008، وفاقم الخلاف الفلسطيني المشكلة بسبب الخلافات على جباية فواتير الكهرباء، مما دفع المواطنين للاعتماد على المولدات الكهربائية.
سبب استخدام المولدات الكهربائية ضحايا عديدة بين سكان قطاع غزة، بين قتلى وجرحى وأضرار مادية، وذلك لخطورة التعامل مع الوقود السريع الاشتعال. أو بسبب مشاكل في تهوية الدخان العادم منها، وفاقت أعداد القتلى بسبب مولدات الكهرباء الصغيرة المئات.
كذلك يؤثر انقطاع الكهرباء على نواحي الحياة في غزة من ناحية اتصالها بالعالم الخارجي وتلف المواد الغذائية فيها وخسائر مادية لأصحاب المصالح والمحال التجارية.
تتجدد أزمة الكهرباء في قطاع غزة بشكل مستمر نتيجة فرض حكومة الوفاق الوطني ضريبة "البلو" على الوقود اللازم لتشغيل محطة الكهرباء الوحيدة في قطاع غزة. ففي الوضع الطبيعي يكون عدد ساعات وصل الكهرباء 8 ساعات مقابل 8 ساعات فصل، وعند تجدد الأزمة تضطر محطة الكهرباء إلى التوقف عن العمل نتيجة لعدم مقدرتها شراء الوقود بالسعر الجديد بعد الضريبة، ليصبح عدد ساعات الوصل 6 ساعات مقابل 12 ساعة فصل مما يلقي بظلاله الكارثية على مختلف مناحي الحياة في القطاع المحاصر. وتقوم حكومة الوفاق الوطني بإعفاء غزة من الضريبة لفترات محدودة مما ينذر بتجدد الأزمة في كل مرة بمجرد إعادة الحكومة فرض هذه الضريبة.
النقص المزمن في الكهرباء زاد الوضع تدهورا في قطاع غزة علي مدى الأعوام الماضية. ومع توقف تهريب الوقود المصري من الإنفاق على الحدود، تناقص عدد ساعات تشغيل محطة الكهرباء الوحيدة في غزة ما أثر على مختلف نواحي الحياة. الضرر الأكبر كان من نصيب القطاع الصحي الذي يعتمد بشكل رئيسي على الكهرباء في تشغيل الاجهزة الطبية الحساسة ومراقبة مرضى القلب، ما اضطر المستشفيات إلى تاجيل بعض العمليات الجراحية العاجلة.
أدت امدادات الكهرباء غير الكافية إلى مزيد من نقص المياه في المنازل وإلى تقليص محطات معالجة المياه لدوراتها حيث تعتمد بشكل رئيسي على الكهرباء لتشغيل مضخاتها. اضطر بعض الغزيين إلى استخدام مولدات احتياطية غير آمنة ولا يستطيع الفقراء تحمل تكلفتها لسد العجز الناتج عن الانقطاع المستمر للكهرباء.

## الحكم والسلطة

### حكومة حماس
منذ سيطرتها على غزة، مارست حماس السلطة التنفيذية على قطاع غزة، وهي تحكم المنطقة من خلال هيئاتها التنفيذية والتشريعية والقضائية الخاصة. كانت حكومة حماس لعام 2012 هي الحكومة الفلسطينية الثانية التي تهيمن عليها حماس وتحكم قطاع غزة منذ انقسام السلطة الوطنية الفلسطينية في عام 2007. وتم الإعلان عنها في أوائل سبتمبر 2012. تمت الموافقة على التعديل الوزاري للحكومة السابقة من قبل نواب حماس في غزة من المجلس التشريعي الفلسطيني أو البرلمان.
يستند النظام القانوني الذي تطبقه حماس في غزة إلى القوانين العثمانية، وقانون الإنتداب البريطاني لعام 1936، وقانون السلطة الفلسطينية، الشريعة. تحتفظ حماس بنظام قضائي يضم محاكم مدنية وعسكرية وجهاز نيابة عامة.

### الحكام في الفترة الحديثة لمنطقة قطاع غزة
الحكام على منطقة قطاع غزة:
- الفريق يوسف العجرودى (سنوات 1950) - مصر
- ماتي بيلد (أكتوبر 1956 - مارس 1957) - إسرائيل
- الفريق يوسف العجرودى (مارس 1957 - 1967) - مصر
- يتسحاق سيغف (سنوات 1970) - إسرائيل
- موشيه دايان - إسرائيل
- ياسر عرفات (1994- 2004) - فتح
- محمود عباس (2004-2006) - فتح
- إسماعيل هنية (2006 - 2014) - حماس
- رامي الحمد الله (2014-2018) - حكومة المصالحة الفلسطينية
- حل حكومة المصالحة الفلسطينية (2018)
- محمد اشتية (2018- 2024) - فتح
- محمد مصطفى (2024-حتى الآن) - فتح

## الاقتصاد

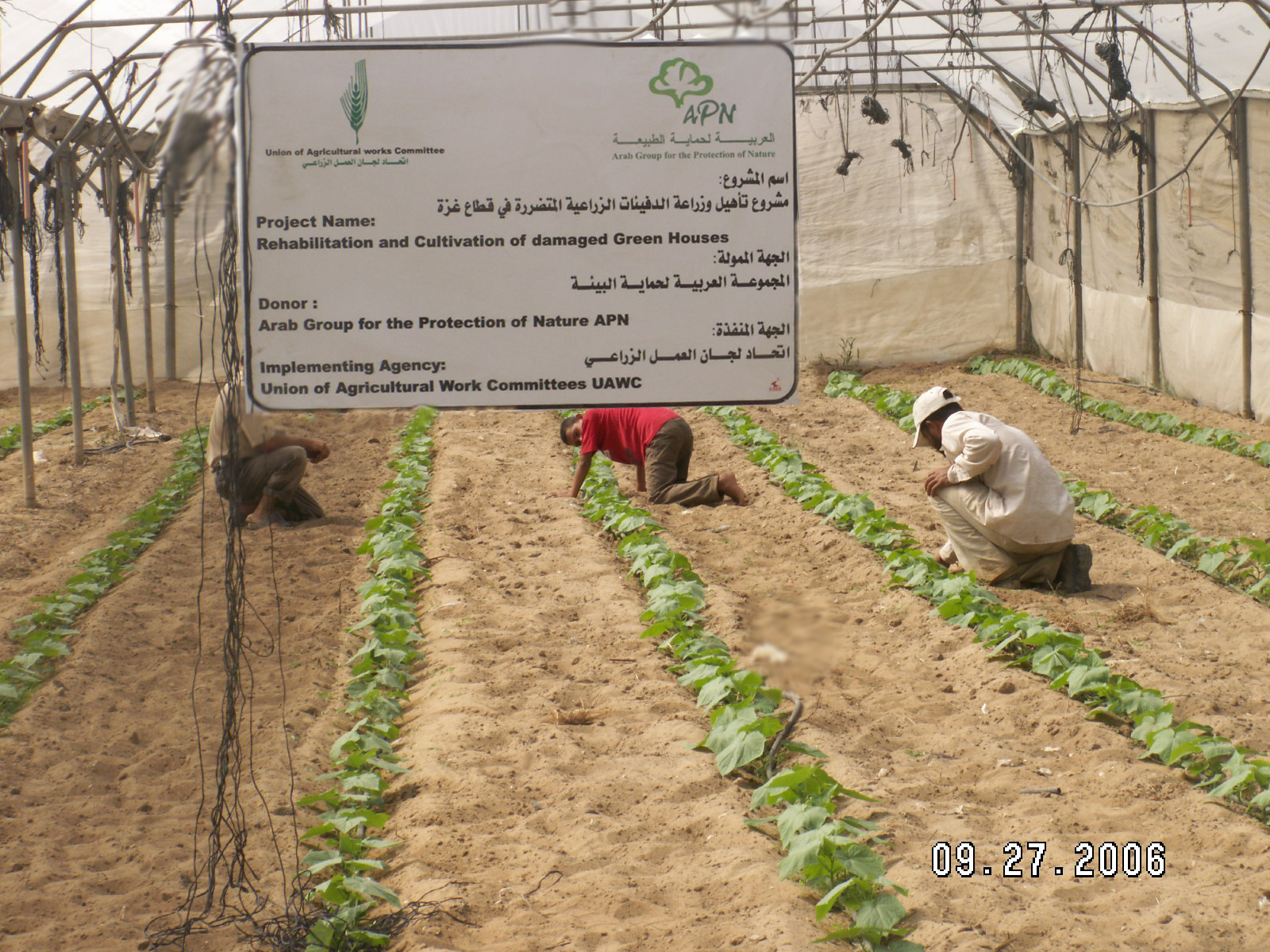
أحد المشاريع الزراعية في قطاع غزة باستخدام البيوت البلاستيكية.

يواجه اقتصاد قطاع غزة تحديات كبيرة بسبب الحصار شبه الكامل الذي تفرضه إسرائيل، والكثافة السكانية العالية، ومحدودية الوصول إلى الأراضي، والضوابط الأمنية الداخلية والخارجية الصارمة، وآثار العمليات العسكرية الإسرائيلية. والقيود المفروضة على وصول العمالة والتجارة عبر الحدود. قُدر دخل الفرد بنحو 3,100 دولار أمريكي في عام 2009، مما يضع المنطقة في المرتبة 164 في التصنيف العالمي. وفقا لتقديرات عام 2009، ما يقرب من 70% من السكان يعيشون تحت خط الفقر. تتكون الصناعات داخل قطاع غزة في المقام الأول من الشركات العائلية الصغيرة العاملة في إنتاج المنسوجات والصابون ومنحوتات خشب الزيتون والهدايا التذكارية المصنوعة من عرق اللؤلؤ.
تشكل المنتجات الزراعية الرئيسية الزيتون والحمضيات والخضروات ولحم البقر الحلال ومنتجات الألبان. الصادرات الأساسية هي الحمضيات والزهور، في حين أن الواردات الأولية هي المواد الغذائية والسلع الاستهلاكية ومواد البناء. والشركاء التجاريون الرئيسيون لقطاع غزة هم إسرائيل ومصر.
في عام 2013 وصف الاتحاد الأوروبي اقتصاد غزة على النحو التالي: "منذ سيطرة حماس على غزة في عام 2007 وفي أعقاب الإغلاق الذي فرضته إسرائيل، اتسم الوضع في القطاع بالاحتياجات المزمنة وتراجع التنمية والاعتماد على المانحين، وعلى الرغم من التخفيف المؤقت للقيود المفروضة على حركة الأشخاص والبضائع في أعقاب حادث أسطول الحرية في عام 2010، فقد أدى الإغلاق فعليًا إلى قطع وصول الصادرات إلى الأسواق التقليدية في إسرائيل، وأعاق التحويلات إلى الضفة الغربية، كما فرض قيودًا شديدة على الواردات. ونتيجة لذلك انخفضت الصادرات إلى 2% من إجمالي الصادرات مقارنة بمستويات عام 2007."
الموارد الطبيعية
تشمل الموارد الطبيعية في غزة الأراضي الصالحة للزراعة، حيث يتم ري حوالي ثلث مساحة القطاع. ومؤخراً اكتشفت احتياطات من الغاز الطبيعي. يعتمد قطاع غزة إلى حد كبير على المياه القادمة من وادي غزة، الذي يزود إسرائيل أيضاً بالمياه. وتأتي معظم المياه من آبار المياه الجوفية (90% في عام 2021). ومع ذلك، فإن جودتها منخفضة ومعظمها غير صالح للاستهلاك البشري. أما الباقي فتنتجه محطات تحلية المياه أو يتم شراؤه من شركة ميكوروت الإسرائيلية (6% من إجمالي المياه في عام 2021). طبقاً لهيومن رايتس ووتش، فإن إسرائيل (باعتبارها القوة المحتلة في غزة) ملزمة وفقا للقانون الإنساني الدولي بضمان توفير الاحتياجات الأساسية للسكان المدنيين.
تمتد احتياطيات الغاز البحري قبالة سواحل قطاع غزة لمسافة 32 كيلومترًا من الساحل قطاع غزة، وتقدر بحوالي 35 مليار متر مكعب.

## التركيبة السكانية

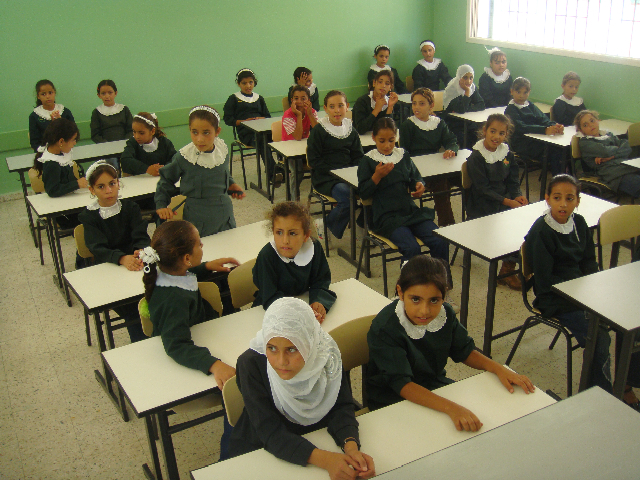
طالبات في مدرسة إبتدائية في قطاع غزة

في عام 2010، كان يعيش في قطاع غزة حوالي 1.6 مليون شخص، منهم حوالي مليون لاجئ مسجل لدى الأمم المتحدة. تنحدر الأغلبية من اللاجئين من نسل اللاجئين الذين طردوا من منازلهم أو تركوها خلال الحرب العربية الإسرائيلية عام 1948. استمر عدد سكان القطاع في الزيادة منذ ذلك الوقت، ويرجع ذلك أساسًا إلى معدل الخصوبة الإجمالي الذي بلغ ذروته عند 8.3 طفل لكل امرأة في عام 1991، وانخفض إلى 4.4 طفل لكل امرأة في عام 2013 ومع ذلك لا يزال يحتل المرتبة الأولى من بين أعلى المعدلات في جميع أنحاء العالم.
وعند النظر إلى معدل الخصوبة الإجمالي، فإن غزة تحتل المرتبة 34 من بين 224 منطقة حول العالم. ويساهم معدل الخصوبة المرتفع هذا في خلق تركيبة ديموغرافية مميزة في قطاع غزة، تتميز بوجود نسبة كبيرة من الأطفال، حيث تبلغ أعمار 43.5% من السكان 14 عامًا أو أقل. في عام 2014، كان متوسط العمر في غزة 18 عامًا، مقارنة بالمعدل العالمي البالغ 28 و30 عامًا في إسرائيل. والمناطق الوحيدة التي لديها متوسط عمر أقل هي في البلدان الأفريقية مثل أوغندا، حيث يصل إلى 15 عامًا.
يشكل المسلمون السنة 99.8% من السكان في قطاع غزة، في حين أن هناك أقلية صغيرة من المسيحيين العرب تقدر بحوالي 2000 إلى 3000 شخص، يمثلون 0.2% من السكان. يوجد في قطاع غزّة حوالي 44 تجمع سكاني فلسطيني أهمها: غزة، رفح، خان يونس، النصيرات، بني سهيلا، جباليا، دير البلح، الزوايده، المصدر، خزاعة، عبسان الكبيرة، عبسان الجديدة، بيت لاهيا، بيت حانون، البريج.
كما يوجد في قطاع غزة عدد من المخيمات للاجئين الفلسطينيين منها: مخيم جباليا (في شمال القطاع بين بلدتي جباليا وبيت لاهيا)، مخيم الشاطئ (في غربي مدينة غزة)، مخيم البريج (في وسط القطاع)، مخيم النصيرات (في وسط القطاع)، مخيم الشابورة (في جنوبي القطاع قرب رفح)، مخيم دير البلح (في وسط القطاع)، مخيم خانيونس (في جنوبي القطاع قرب خانيونس)، مخيم المغازي (في وسط القطاع).

## الدِين
الشعائر الدينية

## التعليم

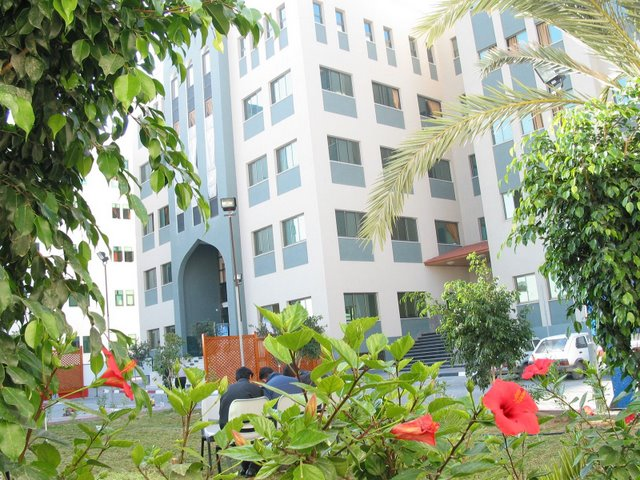
الكلية الجامعية للعلوم التطبيقية، أكبر كلية في غزة.

في عام 2010، كان معدل الأمية بين الشباب في غزة منخفضا بصورة ملحوظة، إذ لم يتجاوز 1%. ووفقاً لإحصائيات الأونروا تضم غزة ما مجموعه 640 مدرسة تقسم إلى: 383 مؤسسة تديرها الحكومة، و221 مدرسة تدعمها الأونروا، و36 مدرسة يديرها القطاع الخاص، وتخدم بشكل جماعي 441,452 طالبًا.
وفي عام 2010، قدمت مدرسة الزهراء، وهي مدرسة خاصة في وسط غزة، برنامجًا خاصًا للتنمية العقلية يعتمد على الحسابات الرياضية. تم تنفيذ البرنامج، الذي يعود الفضل في إنشائه إلى ماليزيا عام 1993.
في يونيو 2011، شعر بعض سكان غزة بالاستياء لأن الأونروا لم تقم بإعادة بناء منازلهم التي تدمرت في الانتفاضة الثانية، ومنعوا الأونروا من أداء خدماتها وأغلقوا مخيمات الأونروا الصيفية. وأغلق سكان غزة قسم الطوارئ التابع للأونروا ومكتب الخدمات الاجتماعية ومخازن حصص الإعاشة.
بحلول عام 2012، كان هناك خمس جامعات في قطاع غزة وثماني مدارس جديدة قيد الإنشاء. وبحلول عام 2018، كانت تسع جامعات مفتوحة.
تأسست كلية المجتمع للعلوم التطبيقية والتكنولوجيا عام 1998 في مدينة غزة. وفي عام 2003، انتقلت الكلية إلى حرمها الجديد وأنشأت معهد غزة بوليتكنك في عام 2006 في جنوب غزة. وفي عام 2007، حصلت الكلية على الاعتماد لمنح درجة البكالوريوس وأصبحت تعرف باسم الكلية الجامعية للعلوم التطبيقية (UCAS). في عام 2010، بلغ عدد طلاب الكلية 6000 طالب في ثمانية أقسام تقدم أكثر من 40 تخصصًا.

## الصحة
إحصائيات
تضم غزة مستشفيات ومرافق رعاية صحية متعددة. بسبب ارتفاع نسبة الشباب، فإن معدل الوفيات يعد من أدنى المعدلات في العالم، حيث يبلغ 0.315% سنويًا. ويحتل معدل وفيات الرضع المرتبة 105 من بين 224 دولة بمعدل 16.55 حالة وفاة لكل 1000 ولادة. في مؤشر الفقر البشري يحتل قطاع غزة المرتبة 24 من بين 135 دولة.

كتابات ورسوم على الجدار الفاصل بين غزة وإسرائيل.

كشفت دراسة أجرتها جامعة جونز هوبكنز (الولايات المتحدة) وجامعة القدس (في أبو ديس) لصالح منظمة كير الدولية في أواخر عام 2002 عن مستويات عالية جدًا من نقص التغذية بين السكان الفلسطينيين. ووجدت الدراسة أن 17.5% من الأطفال الذين تتراوح أعمارهم بين 6 و59 شهرًا يعانون من سوء التغذية المزمن. وتبين أن 53% من النساء في سن الإنجاب و44% من الأطفال يعانون من فقر الدم. يؤثر انعدام الأمن في الحصول على الغذاء الكافي اعتبارًا من عام 2016 على حوالي 70% من الأسر في غزة، حيث ارتفع عدد الأشخاص الذين يحتاجون إلى المساعدة من وكالات الأمم المتحدة من 72,000 في عام 2000، إلى 800,000 في عام 2014.
بعد سيطرة حماس على قطاع غزة، واجهت الأوضاع الصحية في قطاع غزة تحديات جديدة. أعربت منظمة الصحة العالمية عن مخاوفها من تداعيات الانقسام السياسي الداخلي الفلسطيني؛ والتدهور الاجتماعي والاقتصادي؛ الأعمال العسكرية؛ والعزلة الجسدية والنفسية والاقتصادية التي تؤثر على صحة السكان في غزة. وفي دراسة أجريت عام 2012 على الأراضي المحتلة، أفادت منظمة الصحة العالمية أن ما يقرب من 50% من الأطفال الصغار والرضع تحت سن الثانية و39.1% من النساء الحوامل اللاتي يتلقين رعاية ما قبل الولادة في غزة يعانون من فقر الدم الناجم عن نقص الحديد. كما لاحظت المنظمة أن سوء التغذية المزمن لدى الأطفال تحت سن الخامسة "لا يتحسن وربما يتدهور".
توافر الرعاية الصحية
في عام 2012، كان هناك مستشفيان قيد الإنشاء بتمويل من تركيا والمملكة العربية السعودية.

## الثقافة والرياضة
الفنون الجميلة

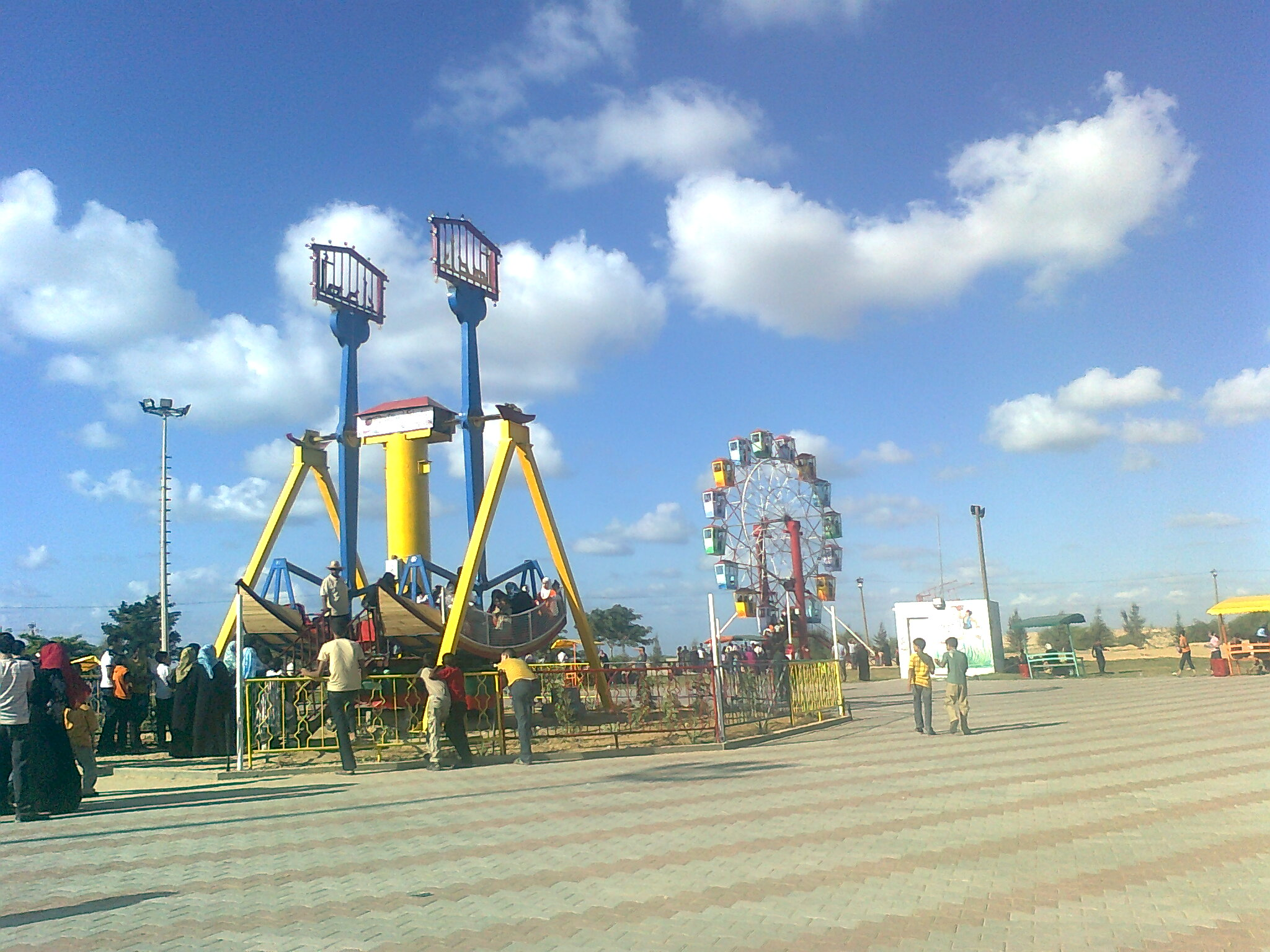
مدينة أصداء وهي مدينة ملاهي ومنتجع ترفيهي بنيت على أنقاض المستوطنات اليهودية عقب انسحاب الجيش الاسرائيلي منها.

كان قطاع غزة موطناً لفرع مهم من الحركة الفنية الفلسطينية المعاصرة منذ منتصف القرن العشرين. ومن أبرز الفنانين الرسامين إسماعيل عاشور، وشفيق رضوان، وبشير السنوار، وماجد شلا، وفايز السرساوي، وعبد الرحمن المزين، وإسماعيل شموط، والإعلاميين تيسير البطنيجي (المقيم في فرنسا)، وليلى الشوا (المقيمة في لندن). كما ينشط جيل ناشئ من الفنانين في منظمات فنية غير ربحية مثل "نوافذ من غزة" و"مجموعة التقاء"، التي تستضيف بانتظام معارض وفعاليات مفتوحة للجمهور.
الآثار
يحتوي قطاع غزة على متحف يسمى متحف غزة للآثار أسسه جودت الخضري عام 2008.
ألعاب القوى
وفي عام 2010، افتتحت غزة أول حوض سباحة بالحجم الأولمبي في نادي الصداقة. وقد نظمت الجمعية الإسلامية حفل الافتتاح. يحمل فريق الصداقة للسباحة عدة ميداليات ذهبية وفضية في المنافسات الفلسطينية للسباحة.

## النقل والاتصالات

### المواصلات
نظرًا للحصار المستمر على غزة، فإن أي سفر خارجي من غزة يتطلب تعاونًا من مصر أو إسرائيل.
الطرق السريعة

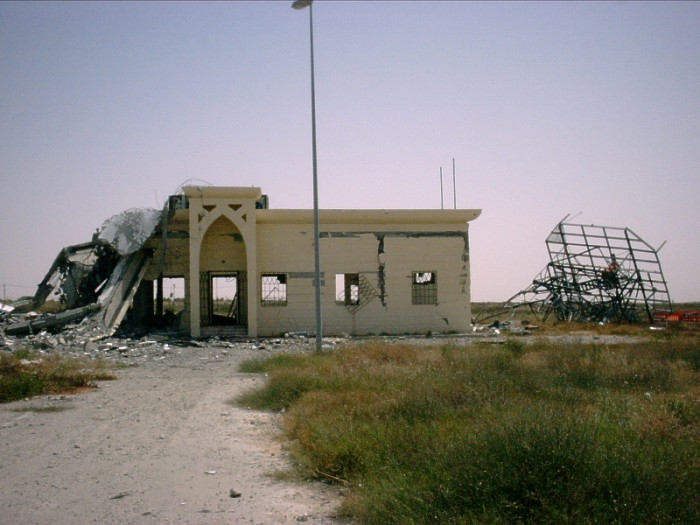
جزء متضرر من مطار غزة، مايو 2002

يعد طريق صلاح الدين، المعروف أيضًا باسم طريق صلاح الدين السريع، هو الطريق السريع الرئيسي في قطاع غزة. يمتد على مسافة 45 كيلومترًا على كامل طول الأراضي من معبر رفح في الجنوب إلى حاجز بيت حانون في الشمال. سُمي الطريق على اسم القائد الأيوبي صلاح الدين الأيوبي في القرن الثاني عشر.
السكك الحديدية
بين عامي 1920 و1948، احتوى قطاع غزة على أجزاء من سكة حديد فلسطين، التي تربط المنطقة بمصر.
النقل البحري
كان ميناء غزة ميناء هاما ونشطا منذ العصور القديمة. وعلى الرغم من الخطط المنصوص عليها في اتفاقيات أوسلو للسلام لتوسيع الميناء، إلا أنه ظل تحت الحصار منذ فوز حماس في انتخابات عام 2006. تفرض البحرية الإسرائيلية حصارا على الميناء، مما يحد كثيرًا من مختلف جوانب الحياة في غزة. ووفقا لمنظمة هيومن رايتس ووتش، فإن الحصار يقيد خصوصًا حركة الأشخاص وتدفق التجارة، مع تأثر الصادرات بشدة. بالإضافة إلى ذلك، تؤثر العقوبات سلبًا على تحسين وإعادة بناء البنية التحتية. توقفت خطط توسيع الميناء بعد اندلاع انتفاضة الأقصى.
النقل الجوي

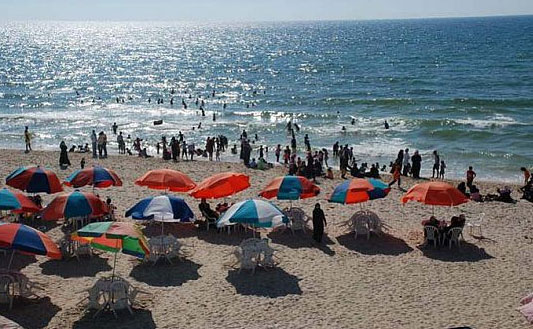
شاطئ البحر في غزة

افتتح مطار ياسر عرفات الدولي في نوفمبر 1998 بعد توقيع اتفاقية أوسلو الثانية ومذكرة واي ريفر. وقد أُجبر على الإغلاق بعد تفكيك إسرائيل له في أكتوبر 2000. في عام 2001 وخلال انتفاضة الأقصى، دمرت طائرات الجيش الإسرائيلي محطة الرادار وبرج المراقبة في المطار. وفي يناير 2002 قامت الجرافات بتسوية المدرج بالأرض. أما مطار غوش قطيف، الذي كان يضم المدرج الوحيد المتبقي في القطاع، فقد أصبح مهجوراً بعد الانسحاب الإسرائيلي. يخضع المجال الجوي فوق غزة أيضًا للقيود التي يفرضها سلاح الجو الإسرائيلي بموجب اتفاقيات أوسلو.

### الاتصالات السلكية واللاسلكية
خدمة الهاتف
تتوفر في قطاع غزة خدمة هاتفية أرضية بدائية يتم توفيرها من خلال نظام الأسلاك المفتوحة. يتم توفير خدمات الهاتف المحمول واسعة النطاق من قبل شركة PalTel (Jawwal) ومقدمي الخدمات الإسرائيليين مثل Cellcom. تتم خدمة غزة من خلال أربعة من مقدمي خدمات الإنترنت يتنافس كل منهم على خط المشترك الرقمي غير المتناظر والاتصال الهاتفي.
التلفزيون والراديو
في عام 2004، كان لدى معظم الأسر في غزة جهاز راديو وتلفزيون (أكثر من 70%)، وكان لدى حوالي 20% منهم جهاز كمبيوتر شخصي. يمكن للأشخاص الذين يعيشون في غزة الوصول إلى برامج اتفاقية التجارة الحرة عبر الأقمار الصناعية، والبث التلفزيوني من هيئة الإذاعة الفلسطينية، وهيئة الإذاعة والتلفزيون الإسرائيلية، وهيئة الإذاعة والتلفزيون الإسرائيلية الثانية.

## وصلات خارجية
- متحف غزة نسخة محفوظة 31 أكتوبر 2023 على موقع واي باك مشين.
- نُويع جديد من الفئران المنزلية من قطاع غزة، فلسطين : موس موسكولوس غزنسيس (غزة)، خلف 2007
- فأر غزة المنزلي في قائمة تصنيف الحيوانات العالمية (BioLib)
- اٍدعم غزة
- المؤرخ الإسرائيلي موشيه تسيمرمان «الخوف من السلام»: هل يخشى الإسرائيليون السلام أكثر من الحرب؟